# Walec (bryła)

Przykład walca pochyłego. Ściany B_{1} oraz B_{2} to jego podstawy

Walec – w sensie szerokim (ogólnym) jest to dowolna bryła ograniczona odpowiednim zestawem trzech powierzchni:
1. zamkniętą powierzchnią walcową;
2. parą płaszczyzn równoległych do siebie, ale nie do tej powierzchni.

Te dwie płaszczyzny nazywa się płaszczyznami podstaw i definiuje się nimi inne elementy walca:
- podstawy– figury płaskie wewnątrz przekrojów powierzchni walcowej z tymi płaszczyznami[1];
- tworząca – odcinek między podstawami leżący na tej powierzchni walcowej[2].

## Rodzaje
Wyróżnia się dwa rodzaje walców ze względu na kąt między płaszczyznami podstaw a tworzącą:
- jeśli te płaszczyzny są prostopadłe do tworzącej, walec nazywa się prostym. Czasem definicja walca jest zawężona tylko do tego szczególnego przypadku – podstaw prostopadłych do powierzchni bocznej[1];
- jeśli walec nie jest prosty, to jest nazywany pochyłym[1].

Podstawą walca może być dowolna figura płaska, np.:
- elipsa – tak utworzony walec nazywa się eliptycznym[1];
- wielokąt – taki walec nazywa się graniastosłupem, przy czym ten typ bryły ma też inną, równoważną definicję.

Kierownicą powierzchni walcowej mogą też być parabola lub hiperbola – krzywe stożkowe inne niż elipsa. Mówi się wtedy o walcu parabolicznym lub hiperbolicznym, choć to nazwy nieskończonych powierzchni, a nie brył.

## Walec kołowy prosty

Walec kołowy prosty z zaznaczoną wysokością i promieniem

Jego podstawą oraz górną częścią jest koło, a jego szerokość jest w każdym miejscu taka sama. Walec ten powstaje przez obrót prostokąta wokół jednego z jego boków. Walec bywa definiowany w ten wąski sposób lub równoważnie, przez kołowe podstawy i prostokątne przekroje.

### Podstawowe wzory
Niech:
- {\displaystyle r} – promień podstawy walca,
- {\displaystyle h} – wysokość walca.

Pole powierzchni podstawy
{\displaystyle P_{p}\ =\pi r^{2}}
Pole powierzchni bocznej
{\displaystyle P_{b}\ =2\pi rh}
Pole powierzchni całkowitej
{\displaystyle {\begin{aligned}P_{c}\ &=2P_{p}+P_{b}=\\&=2\pi r^{2}+2\pi rh=\\&=2\pi r(r+h)\end{aligned}}}
Objętość
{\displaystyle V\ =\pi r^{2}h}

### Opis analityczny

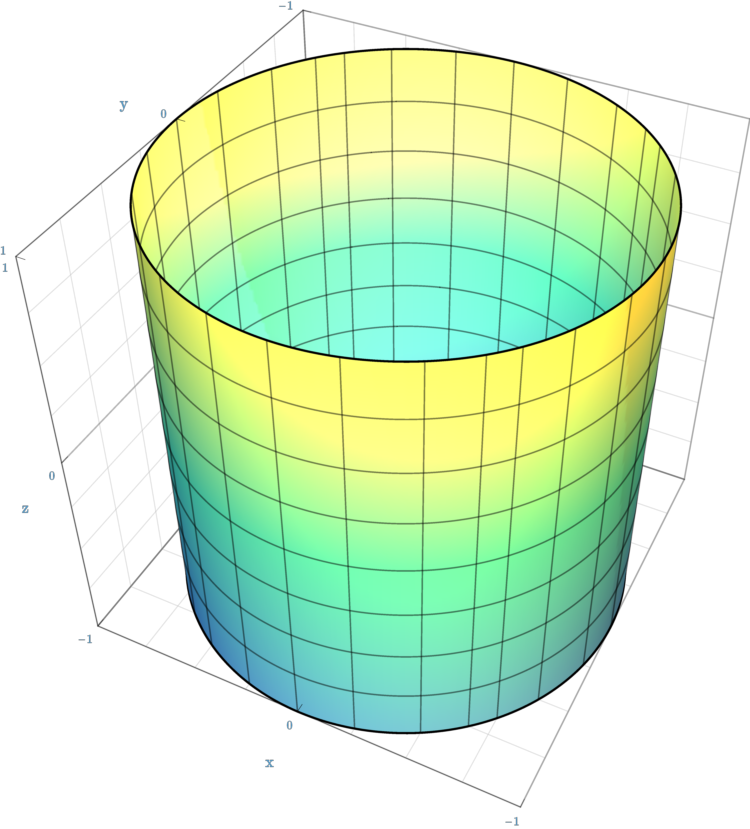
Przykład powierzchni walcowej w kartezjańskim układzie współrzędnych; ten przykład to powierzchnia walcowa kołowa i prosta

Bryła ta jest w pewnym kartezjańskim układzie współrzędnych opisana jako zbiór punktów {\displaystyle (x,y,z)} spełniających układ nierówności:
{\displaystyle {\begin{cases}x^{2}+y^{2}\leqslant r^{2}\\0\leqslant z\leqslant h\end{cases}}}
zaś w pewnym układzie walcowym jako zbiór punktów {\displaystyle (\rho ,\phi ,z)} spełniających układ nierówności:
{\displaystyle {\begin{cases}\rho \leqslant r\\0\leqslant z\leqslant h\end{cases}}}
gdzie {\displaystyle r>0} jest promieniem walca, zaś {\displaystyle h>0} – jego wysokością.
Często walcem nazywa się też powierzchnię walcową, będącą przedłużeniem w nieskończoność powierzchni bocznej walca. Jej równanie:
{\displaystyle x^{2}+y^{2}=r^{2}.}